# Riccardia canaliculata
Riccardia canaliculata là một loài rêu trong họ Aneuraceae. Loài này được Nees Schiffner mô tả khoa học đầu tiên năm 1898.